# The Lord of the Rings: The Battle for Middle-earth II
Het videospel The Lord of the Rings: The Battle for Middle-earth II is de opvolger van The Lord of the Rings: The Battle for Middle-earth.

## Verhaal
Het verhaal speelt zich af in Midden-aarde (Middle-earth). Midden-aarde wordt bedreigd door de Aardmannen (Goblins), Mordor en Isengard.
Men kan in het begin uit meerdere campagnes kiezen: de goede of de kwade. In de goede campagne heeft de speler de zeggenschap over de Elfen, mensen en Dwergen. Hierbij kunnen onder andere legers worden gecreëerd en gebouwen worden gemaakt. In de kwade campagne heeft de speler de zeggenschap over de Aardmannen de Orks uit Mordor en de troepen van Saruman uit Isengard.
Het spel biedt extra mogelijkheden ten opzichte van zijn voorganger. Zo is er de keuze over meer verschillende rassen en gebouwen. De Aardmannen, Elfen en de Dwergen zijn de nieuwe rassen, met elk hun eigen gebouwen en speciale vaardigheden.

## Spel
In het spel is het hoofddoel het verslaan van de vijandige legers door middel van militaire eenheden. In het begin start elke speler met twee bouwers die gebruikt kunnen worden voor de constructie van gebouwen waarmee eenheden getraind dienen te worden. Deze gebouwen worden betaald aan de hand van grondstoffen. De speler begint met een bepaald aantal grondstoffen, bedoeld voor het construeren van nieuwe gebouwen en eenheden. Met deze grondstoffen moet de speler ook gebouwen construeren die de productie van nieuwe grondstoffen moeten verzorgen. Bij elk ras is dit gebouw anders:
- De Mensen van het Westen hebben de beschikking over een Boerderij.
- De Elfen hebben de beschikking over een Mallornboom.
- De Dwergen hebben de beschikking over een Mijnschacht.
- Isengard heeft de beschikking over een Smeltoven.
- Mordor heeft de beschikking over een Slachthuis.
- De Aardmannen hebben de beschikking over een Tunnel.

Er is bij de kwade rassen ook een andere manier om aan grondstoffen te komen, namelijk houthakken. Er kunnen extra houthakkers worden gemaakt maar ze kunnen ook gedood worden.
De Dwergen en de Aardmannen kunnen zich verplaatsen met behulp van mijnschachten of tunnels, afhankelijk van het ras. Elk gebouw dat als doel heeft grondstoffen te verzamelen, levert 50 extra commandopunten op.
De dwergen en de aardmannen beschikken over een tunnelnetwerk. Er kunnen per keer vijf bataljons in hun tunnel/mijnschacht. Ze kunnen er in een andere tunnel/mijnschacht uit. Dit kan gedaan worden door op een tunnel/mijnschacht van je eigen kleur te klikken; er verschijnen dan plaatjes van bataljons. Druk je op een plaatje dan komt het bataljon er op de desbetreffende tunnel/mijnschacht uit.

## Eenheden

### Mensen van het Westen-eenheden
- Bouwer (Builder) = Bouwt gebouwen en blust vuren
- Soldaten (Gondor Soldiers) = Soldaten die vechten met zwaard en schild
- Boogschutters (Gondor Archers) = Eenheden die met pijl-en-boog van een afstand kunnen schieten
- Torenwachters (Gondor Towerguards) = Wachters gebruiken speren, welke een bonus opleveren tegen cavalerie
- Dolers (Ithilien Rangers) = Elite-boogschutters
- Ridders (Gondor Knights) = Soldaten (Gondor) te paard
- Rohirrim (Rohirrim) = Elite-ruiters die vechten met speer en boog
- Blijde (Trebuchet) = Katapult die stenen naar een doelwit slingert
- Dunedain (Dunedain) = Elite-boogschutters die van heel ver schieten (kun je in een veroverde herberg rekruteren)

### Elfen-eenheden
- Bouwer (Builder) = Bouwt gebouwen en blust vuren
- Strijders (Lórien Warriors)  = Strijders die vechten met zwaard en schild
- Boogschutters (Lórien Archers) = Eenheden die met pijl-en-boog van een afstand schieten
- Wachter (Mithlond Sentry) = Wachters die gebruikmaken van speren, welke een bonus opleveren tegen cavalerie
- Boogschutter (Mirkwood Archer) = Elite-boogschutters die de mogelijkheid hebben om verborgen te blijven voor de vijand
- Lansdragers (Rivendel Lancers) = Standaard cavalerie
- Enten (Ents) = Levende bomen die vijanden kunnen slaan en schoppen. Ook hebben zij de mogelijkheid grote stenen te gooien
- Hobbits (Hobbits) = Kleine strijders uit de Gouw die stokken gebruiken (Hobbits kunnen gerekruteerd worden in een veroverde Herberg)

### Dwergen-eenheden
- Bouwer (Builder) = Bouwt gebouwen en blust vuren
- Beschermers (Guardians) = Beschermers vechten met bijl en schild
- Bijlwerpers (Axe Throwers) = Eenheden die bijlen gooien van een afstand
- Spiesdragers (Phalanxes) = Spiesdragers gebruiken speren, welke een bonus opleveren tegen cavalerie
- Verwoester (Demolisher) = Stormram die wordt gebruikt om gebouwen te vernietigen en poorten te doorbreken
- Katapult (Catapult) = Katapult die in tegenstelling tot de katapult van Mordor en de blijde van de Mensen twee stenen tegelijk kan gooien
- Strijdwagen (Battle Wagon) = Een kar die wordt voort getrokken door een trekdier en kan worden opgewaardeerd met vaandeldrager, haard, mensen van Dal of dwergen
- Mensen van Dal (Men of Dale) = Elite-boogschutters (boogschutters uit dal kun je ook rekruteren met een veroverde herberg)

### Isengard-eenheden
- Bouwer (Builder) = Bouwt gebouwen en blust vuren
- Uruk-hai (Uruk-Hai) = Een Uruk-hai die vecht met zwaard en schild
- Uruk-kruisboogschutters (Uruk-Crossbowmen) = Eenheden die met een kruisboog schieten van een afstand
- Uruk-speervechters (Uruk-Pikemen) = Uruk-speervechters gebruiken speren en zijn goed tegen cavalerie
- Warg-ruiters (Warg-Riders) = Ruiters die in plaats van op een paard op een Warg zitten
- Ballista (Ballista) = Mechanisme dat belegeringshaken afvuurt
- Stormram (Battering Ram) = Stormram die wordt gebruikt om gebouwen te vernietigen en poorten te doorbreken
- Uruk-Bruut (Uruk-Berserker) = Krachtige eenmanslegers hanteren een dubbelhandig zwaard en toorts om mijnen op te blazen
- Explosieve mijn (Explosive Mine) = Deze mijn wordt gebruikt om muren en gebouwen op te blazen
- Wildemannen van Donkerland (Wildmen of Dunland) = Krijgers die met alles vechten: knuppels, fakkels enz. (Wildemannen kun je rekruteren in een veroverde herberg of opgeroepen worden met een spreuk)

### Mordor-eenheden
- Bouwer (Builder) = Bouwt gebouwen en blust vuren
- Ork-strijders (Orc Warriors) = Een Ork-strijder die vecht met een zwaarden en kleine zeisen
- Ork-boogschutters (Orc Archers) = Een eenheid die met pijl-en-boog vecht van een afstand
- Oosterling (Easterlings) = Oosterlingen gebruiken speren en zijn goed tegen cavalerie
- Katapult (Catapult) = Katapult die met brandende stenen schiet, hij heeft ook een aanval met de botten van gevangen van de vijnden met een giftig effect
- Stormram (Battering ram) = Stormram die wordt gebruikt om gebouwen te vernietigen en poorten te doorbreken
- Haradrim-boogschutter (Haradrim Archer) = Elite-boogschutters die van heel ver kunnen schieten
- Bergtrol (Mountain Troll) = Trol die met stenen, bomen en met de hand kan vechten
- Aanvalstrol (Attack Troll) = Elite-trol die een sterk pantser heeft en een knuppel hanteert
- Trol-tromslager (Drummer Troll) = Als hij slaat op de trommel worden de andere eenheden gemotiveerd
- Mumakil (Mûmakil) = Grote olifant die veel schade aan alles kan aanrichten
- Kapers van Umbar (Corsairs of Umbar) = Krijgers die met messen en vuurbommen vechten (Kapers van Umbar kun je ook rekruteren in een veroverde herberg)

### Aardman-eenheden
- Bouwer (Builder) = Bouwt gebouwen en blust vuren
- Aardman-strijders (Goblin Warriors) = Een Aardman-strijder die vecht met een zwaard, kan over muren klimmen
- Aardman-boogschutters (Goblin Archer) = Een eenheid die met pijl-en-boog vecht van een afstand, kan over muren klimmen
- Halftrol-plunderaars (Half-Troll Marauders) = Halftrol-plunderaars gebruiken speren en zijn goed tegen cavalerie
- Grottrol (Cave Troll) = Trol die met stenen, bomen en met de hand kan vechten
- Spinnen-ruiters (Goblin Spider Riders) = Ruiters die in plaats van op een paard op een Spin zitten en tussen bogen en speren kunnen wisselen
- Spinnen-strijder (Spiderlings) = Spinnen die vechten, kunnen over muren klimmen
- Bergreus (Mountain Giant) = Reus die met de hand vecht of stenen gooit

Elk ras gebruikt zijn eigen ras als Bouwer maar de Aardmannen en Isengard gebruiken dezelfde bouwer als de orks.

## Helden
Elk ras heeft zijn eigen helden. Dat zijn zowel helden uit de gelijknamige film als helden die alleen in het boek voorkomen. Een onbekende held is Gorkil, de koning van de Aardmannen. Shelob is dan weer een bekende held uit de film. Het is de spin uit Cirith Ungol die Frodo probeerde te doden.

### Lijst van Helden
Mensen van het Westen-helden
- Théoden
- Éomer
- Éowyn
- Gandalf
- Boromir
- Aragorn
- Faramir
- Merijn
- Pepijn
- Frodo
- Sam

Frodo, Sam, Merijn en Pepijn moeten worden opgeroepen middels een spreuk.
Elfen-helden
- Glorfindel
- Thranduil
- Elrond
- Haldir
- Legolas
- Arwen
- Boombaard

Boombaard is te rekruteren in de Entmoet.
Dwergen-helden
- Gimli
- Glóin
- Koning Dáin

Isengard-helden
- Saruman
- Lurtz
- Sharku
- Gríma Slangtong

Mordor-helden
- De Tovenaar-koning
- 2x Vreselijk beest
- Mond van Sauron
- 3x Nazgûl

Aardman-helden
- Gorkil de Aardmannen-koning
- Drogoth de Drakenheer
- Shelob (kan klimmen over bergen)
- Gollem (heeft heel weinig levens alleen kan heel goed camoufleren)

### Helden zelf maken
Naast de authentieke helden kan er ook worden gevochten met eigengemaakte helden. Men kan kiezen uit verschillende rassen, zoals Tovenaars en Mensen. Deze rassen kunnen onderverdeeld worden in nieuwe groepen, zoals Avatars en Kluizenaars. Ook de naam, kleur, attributen en krachten kunnen worden gekozen. Tovenaars kunnen zowel aan de goede kant als aan de slechte kant vechten, wat andere helden niet kunnen.

### Ringhelden
Op elke kaart is Gollem te zien. Gollem is in het bezit van De Ene Ring. Hij is altijd onzichtbaar, tenzij een kracht dat voorkomt. Wanneer Gollem gezien en gedood wordt, blijft De Ene Ring achter. Door middel van een held of eenheid kan De Ene Ring worden teruggebracht naar het fort. Daar kan dan een Ringheld worden gerekruteerd. Sauron kan door de kwade rassen worden gerekruteerd, terwijl Vrouwe Galadriel kan worden gerekruteerd door de goede rassen. Door De Ene Ring is de Ringheld sterker dan andere helden. Wanneer de held sterft, volgt een schokgolf die eenheden wegblaast. Na het overlijden wordt De Ene Ring weer achtergelaten.

## Krachten
De krachten die in het spel meespelen zijn het goed en het kwaad. Dit keer hebben de troepen zich verder uitgebreid. Isengard, Mordor en de Aardmannen vechten als het Kwade en de Elfen, Dwergen en de Mensen van het Westen vechten als het goede. De strijd vindt plaats ter land, ter zee (met boten) en in de lucht (Nazgûls van Mordor bevechten de Adelaars van de Elfen en Drogoth van de Aardmannen)

## Wilde beesten
Bijna op elke kaart komen wilde beesten voor, die je kan temmen met een kracht van Mordor en Aardmannen.
De wilde beesten zijn:
- aardmannen(Goblins)
- spinnen(Spiderlings)
- grafgeesten (die door aan te vallen meer leven kunnen krijgen)(Wraiths)
- trollen(Cave Trolls)
- vuurdraken(Fire Drakes)
- wargs (Wargs)

## Tactieken
Er bestaan verschillende tactieken voor dit spel en ze worden overal anders genoemd, dit zijn de meest voorkomende.

### Turtle
Een turtle is iemand die bijna alleen verdediging bouwt, muren- toren- fortverbeteringen et cetera. Het gaat vaak gepaard met grondstoffen delven.
Na een bepaalde tijd maakt een turtle meestal een groot leger en valt dan aan.
Houdt vooral van zee- en luchtaanvallen.

### Miner
Een persoon die vooral voor grondstoffen zorgt, miners spelen vaak in teams en geven dan grondstoffen aan hun teamleden.
Houdt vooral van landaanvallen.

### Speeder
Een speeder maakt snel barakken, hij traint dan zo veel mogelijk bataljons en valt gelijk aan.
Houdt vooral van landaanvallen.

### Smasher
Een smasher is de hele tijd bezig met het kapotmaken van andermans grondstoffengebouwen. Ze gebruiken hiervoor veelal trollen en trolhelden.
Houdt vooral van land- en luchtaanvallen.

### Backer
Een backer voert erg weinig uit, hij verschuilt zich achter zijn teamleden. Dit gaat vaak samen met turtle/miner.
Houdt vooral van landaanvallen.

### Fulltime attacker
Een fulltime attacker stuurt steeds als hij een eenheid gemaakt heeft die meteen naar een vijand, zodat die steeds wordt aangevallen door twee of drie eenheden, komt vaak voor bij computer.
Houdt vooral van landaanvallen.

### Speler
Een speler begint met grondstofgebouwen. Hij incasseert de aanvallen en vernietigt ze. Vervolgens maakt hij een aantal wachttorens buiten zijn kamp en stopt er boogschutters in (meestal dolers, Demsterwold boogschutters of Mensen van Dal omdat die het verst kunnen schieten), zodat zij de vijand van grote afstand kunnen aanvallen. Vervolgens maakt hij muren (meestal dubbele muren (2 lagen)) zodat de vijand niet meer in zijn kamp kan binnen dringen. Hij breidt zijn gebied steeds verder uit met muren en bemant de muren met torens en katapulten. Hij heet een 'speler' omdat hij een tijd met zijn vijand speelt. De computer heeft geen kans. Als hij verveeld wordt, maakt hij een overmacht aan legers en verplettert hij de vijand. Een 'speler' kan soms zijn spel meerdere malen opslaan om zo extra lang door te spelen. (Deze strategie kan heel lang duren en kost gigantisch veel grondstoffen. Als je deze tactiek kiest, wees dan voorbereid op 'krachtaanvallen' (aanvallen door middel van de krachten van de Ene Ring of de Avondster).
Houdt vooral van luchtaanvallen.